# Geografía de Irak

Mapa de Irak.

La geografía de Irak es variada y comprende cuatro regiones principales: el desierto (al oeste del río Éufrates), la Mesopotamia superior (entre la zona alta de los ríos Tigris y Éufrates), las tierras altas del norte en el Kurdistán iraquí, y la baja Mesopotamia, la planicie aluvional que se extiende desde las proximidades de Tikrit hasta el golfo pérsico. 
Irak comparte fronteras con Kuwait, Irán, Turquía, Siria, Jordania y Arabia Saudita. El país se inclina desde montañas de más de 3000 metros sobre el nivel del mar a lo largo de la frontera con Irán y Turquía hasta llegar a los vestigios del nivel de la costa marina, las marismas en el sudeste del país. Gran parte de la tierra es desierto o páramo.

Topografía de Irak.

Las montañas en el noredeste son una extensión del sistema alpino que se extiende hacia el este desde los Balcanes, entra en el sur de Turquía, el norte de Irak, Irán y Afganistán, y termina en el Himalaya. El desierto se encuentra en las provincias del suroeste y centrales a lo largo de las fronteras con Arabia Saudita y Jordania y desde un punto de vista geográfico se encuentra en la península arábiga. 
El promedio de temperatura varía desde 48 grados Celsius en julio y agosto hasta temperaturas bajo cero en enero. La mayoría de las precipitaciones ocurren desde el mes de diciembre hasta abril y el promedio es de entre 100 y 180 mm anuales. En la zona montañosa del norte de Irak cae bastante más lluvia que en las zonas central o del desierto del sur. 
Irak presenta un hito importante en la historia de la geografía: una tablilla de arcilla generalmente aceptada como "el mapa conocido más antiguo" fue descubierta en 1930 durante la excavación de Ga-Sur en Nuzi Yorghan Tepe, cerca de los poblados de Harran y Kirkuk, a unos 320 km al norte del sitio en que se ubicaba Babilonia. La tablilla, que mide unos 18 cm x 20 cm, ha sido fechada como de la dinastía de Sargón I de Akkad en el 2,300-2,500 a. C.; el arqueólogo Leo Bagrow le ha asignado una fecha algo más antigua a esta tablilla, ubicándola en el período Agade (3800 a. C.).